# Predrag Pavlović
Predrag Pavlović (19 de junho de 1986) é um futebolista profissional sérvio que atua como meia.

## Carreira
Predrag Pavlović representou a Seleção Sérvia de Futebol, nas Olimpíadas de 2008. 